# Sergej Vasil'evič Saltykov
Sergej Vasil'evič Saltykov (in russo Сергей Васильевич Салтыков?; Mosca, 1726 – San Pietroburgo, 1765) fu uno statista russo, favorito dell'imperatrice Caterina II.

## Biografia

### Le origini
I Saltykov erano un'antica famiglia di boiardi che era imparentata alla lontana coi Romanov. Lo stesso Sergei Saltykov era discendente anche dalla dinastia dei Rurik che avevano regnato in Russia prima dell'ascesa dei Romanov, attraverso Tatiana Feodorovna, sorella del primo zar dei Romanov, Michele I. Era cugino del generale russo Nikolaj Ivanovič Saltykov.
La moglie di Sergej, Matrëna Pavlovna Balk, aveva preso il nome dalla nonna, Modesta Mons, che era la sorella di Anna Mons e di Willem Mons. Modesta nel 1718 era stata pubblicamente frustata ed esiliata in Siberia dopo che l'allora zar Pietro il Grande era venuto a sapere che Willem aveva intrapreso una relazione amorosa con sua moglie Caterina.

### A corte
Sergej Saltykov era figlio del generale dell'esercito russo Vasilij Fëdorovič Saltykov, e di sua moglie, la principessa Marija Alekseevna Golicyna. Grazie al ruolo del padre, decise giovanissimo di intraprendere la carriera militare, prestando però servizio presso la zarina Elisabetta.
Queste circostanze favorevoli, unitamente alle qualità personali di Sergei, furono la ragione per cui all'età di 26 anni, nel 1752, due anni dopo il suo matrimonio con la damigella d'onore dell'imperatrice, Matrëna Balk, Saltykov si trovò ad occupare un posto di rilievo nella vita di corte dell'epoca. L'allora granduca Pietro di Russia (futuro zar Pietro III), lo vuole come proprio ciambellano alla piccola corte che lui e la moglie Caterina avevano stabilito dopo il loro matrimonio.
A corte svolse anche e soprattutto funzioni diplomatiche: legatosi al cancelliere Aleksej Petrovič Bestužev-Rjumin, venne da questi più volte salvato dalle dicerie che legavano in continuazione la figura di Saltykov e quella della granduchessa Caterina, data la promiscuità dei loro rapporti. Per tenerlo lontano da ulteriori problematiche in patria, Sergey Saltykov venne inviato come ambasciatore alla corte svedese ove rimase sino al 1755, venendo in seguito destinato ad Amburgo, sempre come rappresentante dell'Impero russo.
Nel 1758, alla notizia dell'arresto di Bestužev-Rjumin, la sua posizione sembrò sul punto di crollare dal momento che anche il granduca Pietro ora sospettava di lui. Dopo quattro anni nella più totale oscurità, nel 1762, con l'ascesa di Caterina II al trono russo, il governo ricevette dalla nuova sovrana le istruzioni di destinare la somma di 10.000 rubli a Saltykov e di nominarlo per decreto imperiale nuovo ambasciatore russo alla corte di Parigi, dove ad ogni modo rimase sino al 1763. Venne quindi destinato, in sostituzione di Ivan Matveevič Simolin (in procinto di partire alla volta della corte di Dresda, in Sassonia), al ruolo di ambasciatore presso la città di Ratisbona, sede della dieta imperiale del Sacro Romano Impero. Il nuovo inviato, non incontrò il favore del conte Hermann Karl von Keyserling e questi si risentì col primo ministro Panin. Fu proprio Panin a proporre infine Saltykov per la corte di Dresda, ma fu la stessa Caterina II a volerlo mantenere distante dalla corte di San Pietroburgo perché ormai, la sua figura, era scaduta in favore alla sovrana.

### Amante della zarina
La figura di Sergej Saltykov è legata indissolubilmente alla zarina Caterina II di Russia ed alla sua ascesa al trono. Egli fu il primo amante della sovrana e dai suoi diari, diversi storici hanno derivato l'idea che Saltykov fosse il padre biologico dell'unico figlio maschio legittimo avuto dalla sovrana, il futuro Paolo I di Russia. Già all'epoca della nascita di Paolo, pur non essendo la figura di Saltykov quella di un amante ufficiale, iniziarono a circolare queste cose sul suo conto, anche se furono in molti a smentire queste affermazioni ricordando la notevole somiglianza tra Paolo e suo padre Pietro III, nel carattere e nell'aspetto. Saltykov, per contro, era alto e di bell'aspetto.
Massone, nel 1750 fu a capo del sistema massonico teosofico-ermetico che porta il suo nome.